# Beppe Alfano
Giuseppe Aldo Felice Alfano, detto Beppe (Barcellona Pozzo di Gotto, 4 novembre 1945 – Barcellona Pozzo di Gotto, 8 gennaio 1993), è stato un giornalista italiano, assassinato dalla mafia.

## Giornalista e politico
Frequentò la Facoltà di Economia e Commercio all'Università degli Studi di Messina dove conobbe Mimma Barbaro, sua futura moglie. Dopo la morte del padre lascia gli studi e si trasferisce a Cavedine, vicino a Trento, trovando lavoro come insegnante di educazione tecnica alle scuole medie e ritornando in Sicilia nel 1976 per insegnare presso la scuola media del comune di Terme Vigliatore.
Appassionato di giornalismo e militante di destra sociale (in gioventù fu militante di Ordine Nuovo e poi del MSI-DN), Alfano comincia a collaborare con alcune radio provinciali, con l'emittente locale Radio Tele Mediterraneo ed è corrispondente de La Sicilia di Catania.
Divenne il "motore giornalistico" di due televisioni locali della zona di Barcellona Pozzo di Gotto, Canale 10 e poi Tele News, questa ultima di proprietà di Antonino Mazza, anch'egli ucciso dalla mafia.
Non fu direttore responsabile di queste testate in quanto mai fu iscritto, in vita, all'albo dei giornalisti per una sua posizione di protesta contro l'esistenza stessa dell'albo medesimo. Gli venne concessa l'iscrizione all'albo dei "Giornalisti pubblicisti" alla memoria, postumamente.
La sua attività giornalistica è rivolta soprattutto verso uomini d'affari, mafiosi latitanti, politici e amministratori locali e massoneria, raccontò per anni le lotte fra le cosche mafiose locali.

## La morte
La notte dell'8 gennaio 1993 intorno alle 22:00, fu colpito da tre proiettili calibro 22 mentre era fermo alla guida della sua Renault 9 amaranto in via Marconi a Barcellona Pozzo di Gotto. Alla morte seguì un lungo processo, tuttora non concluso, che condannò un boss locale, Giuseppe Gullotti, all'ergastolo per aver organizzato l'omicidio, lasciando ancora ignoti i veri mandanti e le circostanze che provocarono l'ordine di morte nei suoi confronti.

## Sonia Alfano
I suoi familiari, nel suo nome, fanno parte dell'Associazione Nazionale Familiari Vittime di Mafia. In particolare, la figlia Sonia è molto impegnata nel preservare la memoria del padre e i diritti delle vittime della mafia, oltre che nel condurre un'intensa attività informativa relativamente alla criminalità organizzata; dal 2009 al 2014 è stata eurodeputata eletta con l'Italia dei Valori, che poi avrebbe dissentito dalla sua posizione politica; nell'assemblea di Strasburgo ha ricoperto diversi ruoli, fra cui quello di presidente della commissione speciale sulla criminalità organizzata, la corruzione e il riciclaggio di denaro.